# おとなの漫画BG4
『おとなの漫画BG4』（おとなのまんがビジーフォー）は、1990年10月から1991年9月まで日本テレビで放送されていたバラエティ番組。放送時間は毎週日曜 17:00 - 17:15 （日本標準時）。

## 概要
本番組は、かつてハナ肇とクレージーキャッツのメイン出演で人気を博したフジテレビのバラエティ番組『おとなの漫画』（1959年3月2日 - 1964年12月31日）のようなノリでコントをやってみたかった（日本テレビ編成局・談）として企画され、スタートした番組。タイトルもその『おとなの漫画』をそのまま拝借し、内容も時事風刺的なものを受け継いで新聞などのの4コマ漫画風に1回につき5～6本ほどのショートコントで構成、ネタは社会的な事件・出来事からおやじギャル、オバタリアンなど話題になったことまで当時の最新の時事や世相、情報から幅広くとり上げた。

## 内容

### 出演者
- ビジーフォー・スペシャル

### テーマ曲
「ファンキー・ルックのお嬢さん（Gee, It's wonderful)」ボビー・ライデル

## 放送局
| 放送対象地域   | 放送局         | 系列                                         | 放送時間                    | 備考                  |
| -------------- | -------------- | -------------------------------------------- | --------------------------- | --------------------- |
| 関東広域圏     | 日本テレビ     | 日本テレビ系列                               | 日曜 17:00 - 17:15          | 製作局                |
| 岩手県         | テレビ岩手     | 日本テレビ系列                               | 日曜 17:00 - 17:15          |                       |
| 宮城県         | ミヤギテレビ   | 日本テレビ系列                               | 日曜 17:00 - 17:15          |                       |
| 福島県         | 福島中央テレビ | 日本テレビ系列                               | 日曜 17:00 - 17:15          |                       |
| 新潟県         | テレビ新潟     | 日本テレビ系列                               | 日曜 17:00 - 17:15          |                       |
| 山梨県         | 山梨放送       | 日本テレビ系列                               | 日曜 17:00 - 17:15          |                       |
| 静岡県         | 静岡第一テレビ | 日本テレビ系列                               | 日曜 17:00 - 17:15          |                       |
| 石川県         | テレビ金沢     | 日本テレビ系列                               | 日曜 17:00 - 17:15          |                       |
| 鳥取県・島根県 | 日本海テレビ   | 日本テレビ系列                               | 木曜（水曜深夜）1:05 - 1:20 |                       |
| 高知県         | 高知放送       | 日本テレビ系列                               | 金曜 23:55 - 0:10           | 1990年11月9日放送開始 |
| 宮崎県         | テレビ宮崎     | 日本テレビ系列 フジテレビ系列 テレビ朝日系列 | 日曜（土曜深夜）0:00 - 0:15 | 1990年11月3日放送開始 |

## ビデオ
- ビジー・フォー・スペシャル 音楽ギャグ1001!! 〜日本テレビ「おとなの漫画BG4」より〜 [永久保存版] （VHSビデオ、バップ）